# Coenochilus costipennis
Coenochilus costipennis är en skalbaggsart som beskrevs av Moser 1913. Coenochilus costipennis ingår i släktet Coenochilus och familjen Cetoniidae. Inga underarter finns listade i Catalogue of Life.